# Damernas 5 000 meter i hastighetsåkning på skridskor vid olympiska vinterspelen 2002
Damernas 5 000 meter i skridskor vid de olympiska vinterspelen 2002 avgjordes den 23 februari.

## Rekord
Före tävlingen gällde följande världsrekord och olympiska rekord:
| Världsrekord     | Gunda Niemann-Stirnemann (GER) | 6:52,44 | Salt Lake City, USA | 10 mars 2001     |
| Olympiskt rekord | Claudia Pechstein (GER)        | 6:59,61 | Nagano, Japan       | 20 februari 1998 |

Följande nya världsrekord och olympiska rekord blev satt under tävlingen:
| Datum       | Par     | Idrottare         | Nation        | Tid     | OR | VR |
| ----------- | ------- | ----------------- | ------------- | ------- | -- | -- |
| 23 februari | 1:a par | Gretha Smit       | Nederländerna | 6:49,22 | OR | VR |
| 23 februari | 7:e par | Claudia Pechstein | Tyskland      | 6:46,91 | OR | VR |

## Medaljörer
| Gren        | Guld                       | Guld         | Silver                    | Silver  | Brons               | Brons   |
| 5 000 meter | Claudia Pechstein Tyskland | 6.46,91 (VR) | Gretha Smit Nederländerna | 6.49,22 | Clara Hughes Kanada | 6.53,53 |

## Resultat
| Placering | Par | Namn                | Land          | Tid     | Tid bakom | Noteringar |
| --------- | --- | ------------------- | ------------- | ------- | --------- | ---------- |
| 1         | 7   | Claudia Pechstein   | Tyskland      | 6:46,91 | -         | (VR)       |
| 2         | 1   | Gretha Smit         | Nederländerna | 6:49,22 | +2,31     |            |
| 3         | 6   | Clara Hughes        | Kanada        | 6:53,53 | +6,62     |            |
| 4         | 5   | Cindy Klassen       | Kanada        | 6:55,89 | +8,98     |            |
| 5         | 2   | Varvara Barysjeva   | Ryssland      | 6:56,97 | +10,06    |            |
| 6         | 8   | Anni Friesinger     | Tyskland      | 6:58,39 | +11,48    |            |
| 7         | 8   | Tonny de Jong       | Nederländerna | 7:01,17 | +14,26    |            |
| 8         | 7   | Maki Tabata         | Japan         | 7:06,32 | +19,41    |            |
| 9         | 3   | Catherine Raney     | USA           | 7:06,89 | +19,98    |            |
| 10        | 3   | Kristina Groves     | Kanada        | 7:07,16 | +20,25    |            |
| 11        | 5   | Valentina Jaksjina  | Ryssland      | 7:08,42 | +21,51    |            |
| 12        | 6   | Daniela Anschütz    | Tyskland      | 7:10,17 | +23,26    |            |
| 13        | 4   | Marja Vis           | Nederländerna | 7:19,08 | +32,17    |            |
| 14        | 2   | Annie Driscoll      | USA           | 7:35,23 | +48,32    |            |
| -         | 1   | Ljudmila Prokasjeva | Kazakstan     | DNF     | -         |            |
| -         | 4   | Nami Nemoto         | Japan         | DNF     | -         |            |